# Rhaponticum heleniifolium
Rhaponticum heleniifolium là một loài thực vật có hoa trong họ Cúc. Loài này được Gren. & Godr. miêu tả khoa học đầu tiên năm 1850.